# جون فرازي
جون فرازي (بالإنجليزية: John Frazee)‏ هو فنان ورسام أمريكي، ولد في 1949 في راهواي في الولايات المتحدة.